# Шапка-невидимка (мультфильм)
«Шапка-невидимка» — советский рисованный мультипликационный фильм для детей о ленивом мальчике, который любит пользоваться плодами чужого труда.

## Сюжет
Лето. Пионерский лагерь «Берёзки». Ребята занимаются в кружках: юных натуралистов, хоровом, разных спортивных. А мальчик Тима ленится и ничего делать не хочет. Другие ребята над ним смеются, обзывая «Тимкой-лежебокой» — это прозвище даже попадает на стенгазету.
Обозлённый Тима идёт в лес и неожиданно находит на кусте малины треуголку из газеты, на которой красовалась надпись «Шапка-невидимка». Надев её на голову, Тимка на самом деле становится невидимым и начинает пугать всех подряд и зловеще хохотать (преимущественно для развлечения, но юному художнику Шурику он открыто мстит за карикатуру в стенгазете). Однако на пасеке Тимку обнаруживают потревоженные пчёлы и нападают на него. В панике тот бежит и ныряет в речку. Пчёлы, немного покружив над водой, в конце концов улетают обратно.
Шапка размокла и утонула, а над разоблачённым шутником снова смеются ребята.

## Создатели
| автор сценария       | Юрий Постников |
| режиссёр             | Юрий Прытков |
| художник-постановщик | Татьяна Сазонова |
| композитор           | Евгений Птичкин |
| текст песни          | Михаила Пляцковского |
| оператор             | Михаил Друян |
| звукооператор        | Борис Фильчиков |
| ассистенты           | Галина Андреева, Аркадий Шер |
| монтажёр             | Галина Смирнова |
| художники:           | Владимир Арбеков, Владимир Зарубин, Рената Миренкова, Валентин Кушнерёв, Елена Вершинина, Лидия Модель                                                         |
| роли озвучивали:     | Мария Виноградова — Тимка-лежебока, Людмила Гнилова — девочка, Зоя Фёдорова — повариха, Лия Ахеджакова — пионер-велосипедист, Тамара Дмитриева, Алла Червонная |
| редактор             | Пётр Фролов |
| директор картины     | Любовь Бутырина |

- Создатели приведены по титрам мультфильма.